# Церква святого Михайла Архангела (Дражовце)
Церква святого Михайла Архангела (словацькою. Kostol svätého Michala Archanjela) — католицька церква, що перебуває в околицях села Дражовце, біля міста Нітра, Словаччина. Церква святого Михайла Архангела є одним з найстаріших релігійних споруд Словаччини.

## Історія
Церква святого Михайла Архангела була побудована на початку XI століття. Церква побудована в типовому романському стилі з єдиною Навою (архітектура) і круглої апсидою. У 1947—1948 рр. біля храму проходили археологічні дослідження, під час яких були виявлені 55 поховань.
У 1993—1999 роках проводились ремонтні роботи.
Нині храм не використовується для регулярних богослужінь, крім дня, коли в Католицькій церкві відзначається день пам'яті Архангела Михайла (29 вересня).

## Пам'ять
Церква святого Михайла Архангела зображено на словацькій банкноті 50 крон 1993 року випуску.